# Вани, Бурхан
Бурхан Музаффар Вани (1994—2016) — кашмирский сепаратист, один из лидеров группировки «Хизб-уль-Муджахеддин».

## Биография
Бежал из дома и присоединился к боевикам после того, как его с другом избили индийские силовики. В 2015 году полиция застрелила его брата. Сам Вани несколько раз ускользал из ловушек и был представителем активистов новой формации, следящей за своим имиджем борцов за свободу.
Погиб в возрасте 22 лет. Его смерть от рук индийского спецназа в результате перестрелки во время спецоперации 8 июля 2016 вызвала вспышку насилия и беспорядков в регионе, а также обострение конфликта в Кашмире. О нём отзываются как об активисте, использовавшим в основном социальные сети, но игравшим роль символа для молодёжи и обретшим ореол мученика после смерти. Также его называли в прессе «кашмирским Че Геварой» за романтический образ, а индийское правительство ранее назначило за его голову награду в миллион рупий. При этом мусульманские девушки украшали портретами Вани спальни, а юноши мечтали быть похожими на него.
После его смерти Наваз Шариф упомянул Вани в речи на Генеральной Ассамблее ООН 21 сентября, назвав «молодым лидером», ставшим символом того, что он назвал «кашмирской интифадой».